# Морски фарове в България
Морските фарове и навигационни знаци по българското Черноморие са под грижата на българската държава от 14 август 1909 г. Съоръженията от север на юг включват следните обекти.

## Крапецки знак
На около 6 мили от северната граница, близо до село Крапец, на 29,5 м надморска височина се издига навигационният знак на нос Крапец. Желязната решетъчна конструкция на бели и черни хоризонтални ивици, висока 15,5 м, е поставена в точка с координати 43°38' с.ш. и 28°35' и.д. през 1967 г. От 1981 г. до 2002 г. знакът е светещ, оптиката е ЭМ-АМ-500, а характеристиката – бяла проблясваща светлина с периодичност 5 сек. През 2002 г. знакът отново е преобразуван в „несветещ навигационен знак“.

## Шабленски фар
Фарът на нос Шабла, близо до гр. Шабла, е най-старото навигационно съоръжение по българското Черноморие. Високата 32-метрова 8-ъгълна кула на фара и неговата бяла светлина ориентира и предпазва морските съдове от сблъсък с близо 1-милния подводен риф срещу днешния къмпинг „Добруджа“ и плитчините между нос Шабла и с. Тюленово, на 43° 32' с.ш. и 28°36' и.д. Бялата светлина просветва 3 пъти на всеки 25 сек. и е видима на разстояние от 17 морски мили.
Още от древността основен мореплавателен път в Черно море минава от устието на р. Дунав до Босфора, а нос Шабла е някъде по средата. Освен това носът е най-изпъкналата част от брега по този път, а близо до него има подводен риф, скали и плитчини. В този район и до днес сравнително често стават корабокрушения с малки плавателни съдове.
Историците предполагат, че навигационно съоръжение на този бряг е функционирало още през Римската епоха. Според описание на крайбрежието, направено от австрийския офицер Венцел фон Броняр през 1786 г., Шабленският фар е построен между 1756 г. (когато според Пейсонел тук още няма фар) и 1786 г. (когато според фон Броняр фарът вече се е издигал на днешното си място. Кулата, която по време на Кримската война многократно е събаряна и градена наново, е възстановена по проект на френски инженер през 1856 г., когато светва и фарът.
150-годишнината от откриването на Шабленския фар е отбелязана през август 2006 г. със специален ритуал на Военноморските сили, откриване и освещаване на обновения фар.

## Знак Камен бряг
Навигационен знак Камен бряг е разположен до с. Камен бряг. Построен е през 1967 г. Представлява ажурна конструкция с щитове, боядисани с бели и черни хоризонтални ивици. Географски координати: 43°28' с.ш. и 28°34' и.д., надморска височина: 52 м. Няма такова съоръжение на посочените координати.

## Фар Калиакра
Светлинната навигация на нос Калиакра се споменава в турски източници още през XVIII век. При земетресението през 1901 г. фарът се пропуква и се явява необходимост да се изгради нов. При построяването му са използвани много дялани камъни от крепостните стени. Новата бяла кръгла кула, иззидана от камък, е била висока 9,7 м и бялата светлина с периодичност 5 сек. проблясвала от 67,6 м надморска височина в точка с координати 43°22' с.ш. и 28°28'. През 1926 г. са построени жилищните помещения, а от 1927 г. на Калиакра има радиофар. През 1955 г. край фара е поставен наутофон. В мъгла сирената издава звуков сигнал на всеки 30 сек., който представлява морзовия знак „К".

## Каварненска навигационна светлина
През 1947 г. е поставен първият светлинен сигнал на пристана край гр. Каварна. Днешното фарово съоръжение в основанието на каварненския пристан (43°25' с.ш. и 28°21' и.д.) е поставено през 1955 г. То представлява бяла, метална, решетъчна кула с черна основа, на която е монтирана кръгова оптика М-300. Тя излъчва бяла затъмняваща се светлина с периодичност 5 сек.: светлина – 2,5 сек., затъмнение – 2,5 сек. През 1956 г. на края на пристана върху черен метален стълб е издигната постоянна червена светлина, но това съоръжение е премахнато през 1978 г.

## Божурецки навигационен знак
Намира се близо до с. Божурец, географски координати: 43°25' с.ш. и 28°19' и.д., надморска височина: 158 м. Представлява ажурна метална конструкция с щитове, боядисани с бели и черни хоризонтални ивици.

## Балчишки светещ знак (Тузлата)
Намира се на възвишение близо до град Балчик, географски координати: 43°24' с.ш. и 28°11' и.д., надморска височина: 202 м. Представлява ажурна метална конструкция с щитове, боядисани с бели и черни хоризонтални ивици. Понастоящем е не светещ от 2000 г.

## Балчишка навигационна светлина
Първото фарово съоръжение най-вероятно е поставено през 1945 – 1946 г. Днес на края на вълнолома на Пристанище Балчик (43°24' с.ш. и 28°10' и.д.) се издига метална конструкция с височина 10 м. Оттук проблясва червена светлина с периодичност 5,5 с (проблясък – 2,5 с и тъмнина – 3 с).

## Фар Кранево
Фарът до с. Кранево е построен на 5,5 кабелта SSW от носа (43°19' с.ш. и 28°04' и.д.), като светлинният източник е на 94,3 м надморска височина. Строителството започва през 1959 г., а оптиката ЭМВ-930 е доставена следващата година. През 1961 г. от високата 14,8 м кула започва да се излъчва бяла групово проблясваща светлина с периодичност 30,6 сек., видима на 180° и на далечина 25 мили. След свличане на земни маси на 15.10.2012 г. фарът не съществува – 

## Евксиноград
През 1928 г. е издигнат Евксиноградският фар. Той е с височина 15,9 m. До 1947 г. излъчва бяла светлина, а след това – червена. Височината на светлината от средното морско равнище е 18,5 m, а видимостта ѝ в ясно време е 6 морски мили.

## Варна
Варненският фар е морски фар на пристанище Варна.

## Емине
Фарът при н. Емине е може би най-красивият от българските черноморски фарове. Разположен е на едноименния нос, в пряка близост до с. Емона. Достъпен е по черен път до курортно селище Елените или по асфалтов път до Обзор. Ремонтира се със срок 2010 г. Намира се в границите на военна база и достъпът до самия него е ограничен.

## Несебър
Фарът е запален за първи път на 25 юли 1932 г. Бяла пробляскваща светлина с периодичност 5 секунди, видима на разстояние 4 мили. След построяването на вълнолома през 1954 г., е издигната четиристранна метална конструкция, 7,5 м на която е монтирана електрическа оптика ЭМ-300, чийто фокус е 8,4 метра надморска височина. Координати 42°39' с. ш. и 27°44 и. д.

## Поморие
Режим на светене (мигане) 0.5 s свети; 0.5 s не свети, 0.5 s свети; 0.5 s не свети, 0.5 s свети; 7.5 s не свети.

## Бургас
Бургаският фар е български морски фар, намиращ се на територията на Пристанище Бургас, разположен в края на източния вълнолом. Запален през 1899 година, това е първият български пристанищен фар. Той и двата входни фара се поддържат от Държавно предприятие „Пристанищна инфраструктура“.

## Света Анастасия
Фарът се намира в северната част на остров Св. Анастасия и представлява бяла кръгла бетонна кула (географски координати 42°28′05.87″ с. ш. 27°33′10.63″ и. д. / 42.468297° с. ш. 27.552953° и. д., надморска височина 27 m). На всеки 8 сек. проблясва с бяла светлина, която се вижда много добре от Морската градина в Бургас. В посока към опасния скалист район „Биволите“ има червен сектор. Фарът е пуснат в експлоатация на 13 юни 1914 г., като през 1932 г. е електрифициран и модернизиран.

## Свети Иван
На о. Свети Иван край Созопол има фар, чиято светлина се вижда на 18 морски мили навътре в морето. Представлява бяла кръгла кула, построена през 1911 г. Режим на светене (мигане) 0.5 s свети, 2 s не свети, 0.5 s свети, 7 s не свети

## Маслен нос
Режим на светене (мигане) 0.4 s свети; 4 s не свети, 0.4 s свети; 4 s не свети, 0.4 s свети; 8 s не свети.

## Царево
Височина: 9,3 м; 11,7 м над морското равнище. Построен на вълнолома 1936 г. Периодичност: 4 сек. Светлина: зелена, затъмняваща (3 сек. тъмно + 1 сек. свети). Действащ, автоматичен.